# 訃報 1998年10月
訃報 1998年10月（ふほう 1998ねん10がつ）では、1998年（平成10年）10月中に物故した、又は物故が報じられた人物についてまとめる。

## （1日 - 15日）
- 10月2日 - オリン・エッゲン、天文学者（* 1919年）
- 10月2日 - オリヴィエ・ジャンドビアン、レーシングドライバー（* 1924年）
- 10月2日 - 安井亀和、プロ野球選手（* 1920年）
- 10月2日 - 須川栄三、映画監督・脚本家（* 1930年）
- 10月3日 - 犬養孝、万葉学者（* 1907年）
- 10月3日 - ロディ・マクドウォール、俳優（* 1928年）
- 10月8日 - 小野寺公二、小説家（* 1920年）
- 10月12日 - 佐多稲子、小説家（* 1904年）
- 10月15日 - 酒井祐春、作詞家（* 1928年）

## （16日 - 31日）
- 10月18日 - 安宅常彦、政治家（* 1920年）
- 10月23日 - 久保喬、児童文学作家（* 1906年）
- 10月25日 - 久野忠治、政治家（* 1910年）
- 10月25日 - スーザン・ストレンジ、国際政治経済学者（* 1923年）
- 10月25日 - ウォーレン・ウィービー、歌手（* 1953年）
- 10月26日 - 岩澤健吉、数学者（* 1917年）
- 10月29日 - 中西龍、アナウンサー（* 1928年）